# NGC 3954
NGC 3954 (również PGC 37291 lub UGC 6866) – galaktyka eliptyczna (E?), znajdująca się w gwiazdozbiorze Lwa. Odkrył ją William Herschel 26 kwietnia 1785 roku. Jest to galaktyka z aktywnym jądrem typu LINER.